# Lomographa pictata
Lomographa pictata är en fjärilsart som beskrevs av Herrich-Schäffer 1863. Lomographa pictata ingår i släktet Lomographa och familjen mätare. Inga underarter finns listade i Catalogue of Life.